# Permopanorpa schucherti
Permopanorpa schucherti  (лат.) — ископаемый вид скорпионниц рода Permopanorpa из семейства Permopanorpidae. Один из древнейших представителей отряда скорпионницы. Обнаружен в пермских ископаемых останках (США, Канзас, Elmo, Artinskian pond limestone, Wellington Formation, 270—285 млн лет). Длина переднего крыла 4,6 мм, ширина 1,6 мм.
Включён в состав рода Permopanorpa Tillyard 1926 (вместе с видами Permopanorpa martynovi, Permopanorpa inaequalis, Permopanorpa formosa), близкого к родам скорпионниц Martynopanorpa, Neopermopanorpa, Xenopanorpa и Lithopanorpa. Вид был впервые описан в 1926 году австралийско-английским энтомологом Робертом Джоном Тилльярдом (Robert John Tillyard). Это один из древнейших видов скорпионниц и всех представителей отряда Mecoptera наряду с такими видами как Westphalomerope maryvonneae и Pseudomerope mareki.